# Diócesis de Bilbao
La diócesis de Bilbao (en latín: Dioecesis Flaviobrigensis y en euskera: Bilboko elizbarrutia) es una circunscripción eclesiástica de la Iglesia católica en España. Se trata de una diócesis latina, sufragánea de la archidiócesis de Burgos. Desde el 11 de mayo de 2021 su obispo es Joseba Segura Etxezarraga.

## Territorio y organización

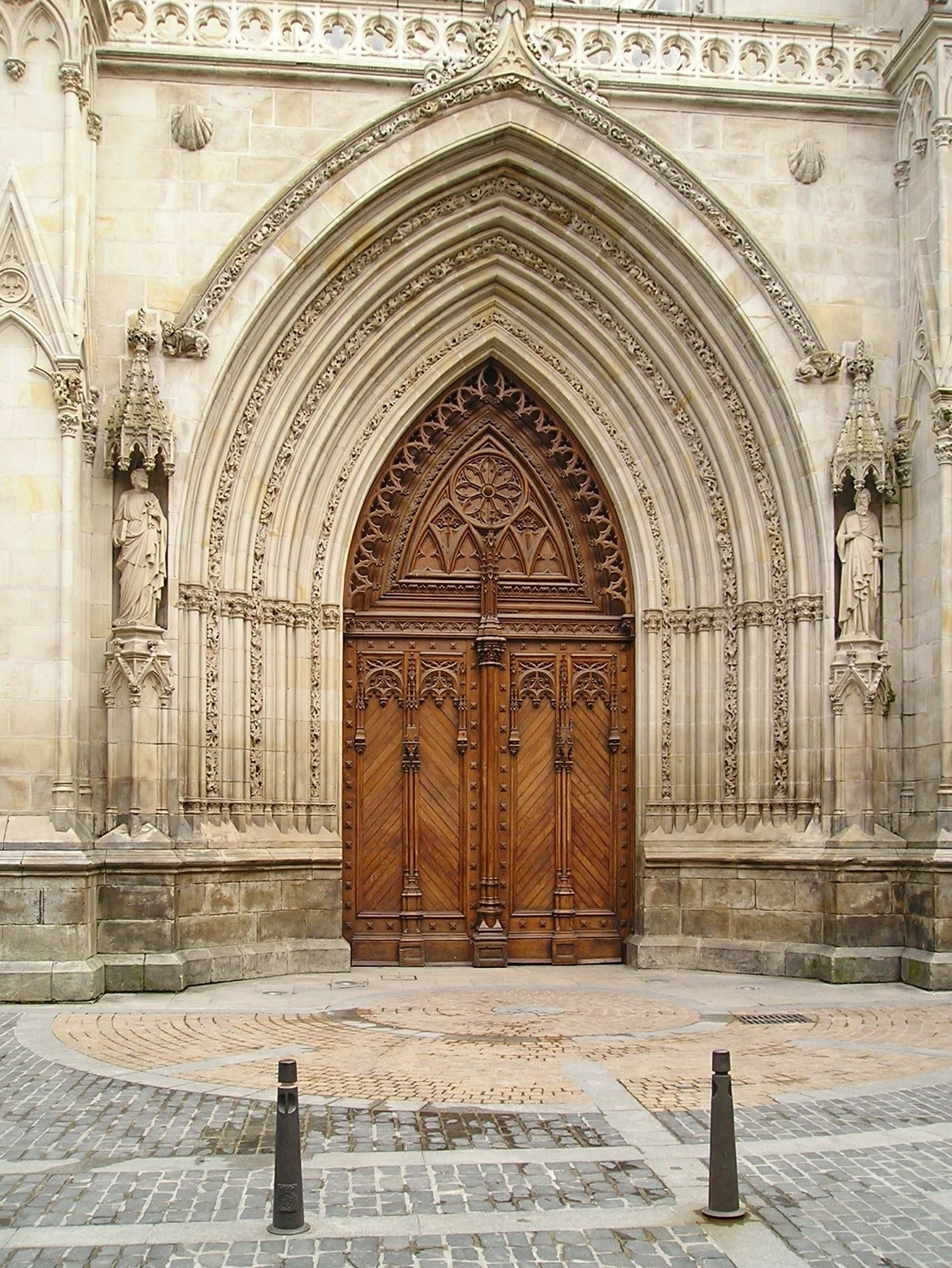
Portal de la catedral

La diócesis tiene 2193 km² y extiende su jurisdicción sobre los fieles católicos de rito latino residentes en la comunidad autónoma del País Vasco en la provincia de Vizcaya (a excepción del enclave de Orduña que pertenece a la diócesis de Vitoria) y el municipio de Valle de Villaverde, que se encuentra en Cantabria. Limita con las diócesis de Santander, Vitoria y San Sebastián.
La sede de la diócesis se encuentra en la ciudad de Bilbao, en donde se halla la Catedral de Santiago.
En 2020 en la diócesis existían 295 parroquias agrupadas en 7 vicarías.
La Virgen de Begoña, advocación de la Virgen María que se venera en el santuario del mismo nombre, es patrona del Señorío de Vizcaya, pero no de la diócesis de Bilbao, aunque de hecho se celebra con rango de solemnidad como si lo fuera.

## Historia
Luego de ser solicitada por el generalísimo Francisco Franco, la diócesis fue erigida el 2 de noviembre de 1949 con la bula Quo commodius del papa Pío XII, obteniendo el territorio de las diócesis de Santander y Vitoria. Fue inaugurada el 1 de julio de 1950 por el nuncio de Cayetano Cicognani.
Según el historiador Andrés Eliseo de Mañaricúa y Nuere, esta denominación supone que Bilbao fue el lugar donde estuvo asentada la ciudad romana de Colonia Flaviobrigensium, cosa que él considera muy poco probable.

## Estadísticas
Según el Anuario Pontificio 2021 la diócesis tenía a fines de 2020 un total de 1 000 838 fieles bautizados.
| Año                                                                             | Población            | Población | Población      | Sacerdotes | Sacerdotes    | Sacerdotes    | Bautizados por sacerdote | Diáconos permanentes | Religiosos | Religiosos | Parroquias |
| Año                                                                             | Bautizados católicos | Total     | % de católicos | Total      | Clero secular | Clero regular | Bautizados por sacerdote | Diáconos permanentes | Varones    | Mujeres    | Parroquias |
| ------------------------------------------------------------------------------- | -------------------- | --------- | -------------- | ---------- | ------------- | ------------- | ------------------------ | -------------------- | ---------- | ---------- | ---------- |
| 1950                                                                            | 549 960              | 550 160   | 100.0          | 954        | 704           | 250           | 576                      |                      | ?          | ?          | 213        |
| 1959                                                                            | 718 187              | 718 710   | 99.9           | 1197       | 795           | 402           | 599                      |                      | 1019       | 3311       | 245        |
| 1969                                                                            | ?                    | 1 000 396 | ?              | 1303       | 799           | 504           | ?                        |                      | 1210       | 3452       | 232        |
| 1980                                                                            | 1 203 502            | 1 229 000 | 97.9           | 1220       | 720           | 500           | 986                      |                      | 850        | 3900       | 300        |
| 1990                                                                            | 1 100 000            | 1 185 270 | 92.8           | 976        | 496           | 480           | 1127                     |                      | 896        | 2450       | 300        |
| 1999                                                                            | 1 000                | 1 150 000 | 87.0           | 955        | 438           | 517           | 1047                     | 4                    | 716        | 1611       | 299        |
| 2000                                                                            | 1 000                | 1 141 407 | 87.6           | 952        | 427           | 525           | 1050                     | 4                    | 724        | 1525       | 299        |
| 2001                                                                            | 1 000                | 1 141 390 | 87.6           | 945        | 420           | 525           | 1058                     | 4                    | 720        | 1525       | 298        |
| 2002                                                                            | 1 000                | 1 139 012 | 87.8           | 926        | 401           | 525           | 1079                     | 4                    | 719        | 1525       | 298        |
| 2003                                                                            | 1 000                | 1 133 444 | 88.2           | 885        | 385           | 500           | 1129                     | 4                    | 669        | 1525       | 297        |
| 2004                                                                            | 1 000                | 1 129 805 | 88.5           | 819        | 369           | 450           | 1221                     | 4                    | 569        | 1620       | 297        |
| 2006                                                                            | 1 006 197            | 1 136 181 | 88.6           | 780        | 360           | 420           | 1289                     | 1                    | 506        | 1310       | 298        |
| 2012                                                                            | 1 146 400            | 1 172 900 | 97.7           | 655        | 308           | 347           | 1750                     | 4                    | 447        | 1155       | 298        |
| 2015                                                                            | 1 109 887            | 1 144 214 | 97.0           | 565        | 278           | 287           | 1964                     | 6                    | 379        | 996        | 297        |
| 2018                                                                            | 1 088 672            | 1 134 034 | 96.0           | 507        | 272           | 235           | 2147                     | 8                    | 361        | 917        | 296        |
| 2020                                                                            | 1 000 838            | 1 142 853 | 87.6           | 469        | 249           | 220           | 2133                     | 8                    | 346        | 907        | 295        |
| Fuente: Catholic-Hierarchy, que a su vez toma los datos del Anuario Pontificio. |                      |           |                |            |               |               |                          |                      |            |            |            |

En el curso 2015-2016 se ordenaron tres nuevos sacerdotes. En el curso 2016-17 se formaron nueve seminaristas en el Seminario diocesano, y en el curso 2017-2018 subieron a once.

## Episcopologio
|                   |      |                                    |                             |                          |                                  |        |  |
| Obispos de Bilbao |      |                                    |                             |                          |                                  |        |  |
| N.º               | Foto | Obispo                             | Desde                       | Hasta                    | Notas                            | Escudo |  |
| I                 |      | Casimiro Morcillo González †       | 13 de mayo de 1950          | 21 de septiembre de 1955 | Nombrado arzobispo de Zaragoza   |        |  |
| II                |      | Pablo Gúrpide Beope †              | 19 de diciembre de 1955     | 18 de noviembre de 1968  | Falleció                         |        |  |
| III               |      | Antonio Añoveros Ataún †           | 3 de diciembre de 1971      | 25 de septiembre de 1978 | Renunció                         |        |  |
| IV                |      | Luis María de Larrea y Legarreta † | 16 de febrero de 1979       | 8 de septiembre de 1995  | Retirado                         |        |  |
| V                 |      | Ricardo Blázquez Pérez             | 8 de septiembre de 1995     | 13 de marzo de 2010      | Nombrado arzobispo de Valladolid |        |  |
| VI                |      | Mario Iceta Gavicagogeascoa        | 24 de agosto de 2010        | 6 de octubre de 2020     | Nombrado arzobispo de Burgos     |        |  |
| VII               |      | Joseba Segura Etxezarraga          | Desde el 11 de mayo de 2021 |                          |                                  |        |  |

## Santos y beatos
El patrono de la diócesis de Bilbao es san Ignacio de Loyola. San Valentín de Berriochoa, primer mártir vizcaíno canonizado, está considerado como patrono secundario de la diócesis.
Además de los anteriores, la diócesis de Bilbao celebra en su calendario litúrgico propio las memorias de los siguientes santos y beatos, vinculados a la diócesis por nacimiento o por haber vivido en ella:
- Santa María Josefa del Corazón de Jesús
- Beata Dolores Sopeña
- Beata Rafaela de Ybarra
- Beato León Inchausti Minteguía
- Beato Domingo Iturrate
- Beata Margarita Maturana
- Beato Francisco Gárate
- Beatas Francisca de Amezua, María Consuelo Cuñado y Feliciana Uribe